# Ставицки, Курт
Курт Август Юлиан Стави́цки (нем. Kurt August Julian Stawizki, также Stawitzki; 12 ноября 1900, Киль, Германская империя — 20 сентября 1959, Бад-Годесберг, ФРГ) — немецкий чиновник, советник уголовной полиции, штурмбаннфюрер СС, руководитель отделения гестапо во Львове.

## Биография
Курт Ставицки родился 12 ноября 1900 года в семье чиновника, в конце Первой мировой войны воевал на фронте солдатом. В 1919 году поступил на службу в добровольческий корпус Штейна в Шлезвиг-Гольштейне, затем перешёл на службу в органы полиции и в 1927 году получил звание лейтенанта. В 1933 году перешёл из службы охраны порядка в Гамбурге в гестапо. Вскоре после этого оказался замешан в убийстве бойца кильского штурмового отряда, посвящённого в покрываемые Ставицки контрабандные схемы в гамбургском порту. Соответствующее расследование в отношении Ставицки не дало результатов. Ещё до прихода национал-социалистов к власти 1 мая 1932 года вступил в НСДАП (билет № 1114037), а 16 июня 1932 года — в СС (№ 44889). К 1944 году дослужился до звания штурмбаннфюрера. В 1936—1939 годах служил в гестапо в Оппельне.
После Польской кампании был назначен главой комиссариата пограничной полиции в Саноке. С середины октября 1940 года занимал должность начальника полиции безопасности и СД в Кракове. С июля 1941 года Ставицки возглавил гестапо в ведомстве полиции безопасности и СД во Львове. Там руководил айнзацгруппой, уничтожавшей евреев, а также принимал участие в депортации еврейского населения в концлагерь Белжец. В ходе Sonderaktion 1005 возглавлял команду, проводившую эксгумацию трупов убитых евреев и военнопленных из массовых захоронений и их кремацию. Ставицки принял участие в убийстве не менее 160 000 человек.
В октябре-ноябре 1943 года перевёлся в гамбургское отделение гестапо, где на руководящей должности преследовал группы антифашистского сопротивления. Позднее перешёл на службу в Главное управление имперской безопасности в Берлине, где входил в особую комиссию по расследованию обстоятельств покушения на Гитлера 20 июля 1944 года. Вёл допрос с применением силы в отношении Ганса фон Донаньи. В апреле 1945 года организовал в концлагере Флоссенбюрг казнь Канариса, Остера и Бонхёффера. Из концлагеря Флоссенбюрг утром 15 апреля 1945 года Ставицки в телеграмме группенфюреру СС Рихарду Глюксу и Генриху Мюллеру доложил о смерти Фридриха фон Рабенау. В тот же день Ставицки вернулся в Берлин. 21 апреля 1945 года во время Берлинской операции получил от Мюллера приказ казнить заключённых в тюрьме на Лертер-штрассе. Командовал расстрельной командой из тридцати эсэсовцев, убивших в ночь с 22 на 23 апреля 15 заключённых тюрьмы на Лертер-штрассе. Шестнадцатый заключённый Герберт Косней получил тяжёлое ранение, но остался жив, притворившись мёртвым, и впоследствии рассказал о казни.
Ставицки скрылся и 1 мая 1945 года получил в гестапо Фленсбурга деньги и фальшивый паспорт на имя Курта Штейна. В октябре 1945 года переехал в Бад-Годесберг и с 1953 года до своей смерти работал в регистратуре Немецкого научно-исследовательского общества. Ставицки был идентифицирован только в 1970 году.